# لو بوان
لو بوان هي مجلة إخبارية أسبوعية فرنسية، تم إنشاؤها في عام 1972 بواسطة فريق من الصحفيين بشكل رئيسي من ليكسبريس وبالقرب من الموظف السامي أوليفييه شيفريون (Olivier Chevrillon) والصحافي كلود ايمبير. شكلها مستوحى من مجلة تايم الأمريكية.
تُصنَّف الصحيفة بشكل تقليدي في جهة اليمين الوسط، فتحت صفحاتها على جميع الآراء السياسية (المقابلات، التحليلات الخ). وهي واحدة من خمس مجلات إخبارية أسبوعية ذات البعد الوطني.
منذ عام 1997، أصبحت تابعة إلى عائلة بينو (Pinault)، والتي تمتلك بالكامل مجموعة سيبدو لو بوان عبر شركتها القابضة Artémis .

## تاريخ
تأسست لو بوان في عام 1972  من قبل فريق من الصحفيين الذين تركوا رئاسة تحرير صحيفة ليكسبريس قبل عام، حيث يسيرها جان جاك سيرفان-شريبر. وانتقدوا هذا الأخير لتحويله هذه الأسبوعية إلى متحدث رسمي خاص به. تم تخصيص العدد الأول من لوبوان لفاليري جيسكار ديستان، وزير الاقتصاد والمالية آنذاك في حكومة رئيس الوزراء الجديد - بيير ميسمير الذي تم تعيينه في يوليو 1972 - وعنوانه جيسكار في مقعد الاختبار.
تكون الفريق المؤسس للو بوان من الصحفيين أوليفير شيفريلون (الرئيس التنفيذي وكاتب التحرير): كلود إمبرت، جاك دوكين، بيير بيلارد، جورج سوفير، هنري ترينتشيت، روبرت فرانس، مدير الإعلانات والتسويق فيليب رامون، والمسؤول ميشيل براتشيالي. بالاعتماد مالياً على مجموعة هاشيت، التي كان رئيسها التنفيذي سيمون نورا، قام هذا الفريق بتجنيد صحفيين في ربيع عام 1972 - اعتبرو من بين الأكثر نجاحًا - من خلال عناوين الكبيرة للصحف الباريسية.
راهنت لو بوان على قدرتها على تجديد هذا النوع من مجلة المعلومات الأسبوعية، «مجلة الأخبار»، مثل مجلة نيوزويك أو تايم. في ثلاث سنوات، نجحت الصحيفة في تحقيق التوازن المالي وبعد ذلك أصبحت مربحة إلى حد كبير. لا تزال في هذا النموذج.
مدير النشر هو إتيان جيرنيل، تم تعيينه في عام 2014.

### المساهمون المتعاقبون
بعد انتصار اليسار في انتخابات عام 1981، غادرت لوبوان مجموعة هاشيت، التي ذكر تأميمها؛ عندها خشي فريق الإدارة فقدان استقلاليته. دمجت الصحيفة مع مجموعة سينما غومونت، برئاسة نيكولا سيدو.
في عام 1992، قام نيكولا سيدو، الذي رغب في الانسحاب من استثماراته في لو بوان، ببيع أسهمه إلى Générale Occidentale.
في 17 أكتوبر 1997، تم شراء الصحيفة بأقل من 200 مليون دولار من قبل رجل الأعمال فرانسوا بينو، الرئيس التنفيذي لشركة Artémis القابضة  وقدم كصديق مقرب لجاك شيراك. سيطر فرانسوا بينو على لوبوان من خلال مجموعته. لا يزال كلود إيمبرت، الضامن لاستمرارية الصحيفة وخطها، أحد كتاب التحرير الرئيسيين.

### التواريخ الرئيسية
- في عام 1975، بفضل الزيادة في جمهورها وإيرادات الإعلانات، وصلت لو بوان إلى نقطة التعادل في عامها الثالث. لديها 150 موظف.
- 25 فبراير 1982، اشترت شركة غومونت 51٪ من رأس مال المجلة من هاشيت، المساهم الأصلي، وبالتالي تصبح المساهم الرئيسي في الصحيفة.
- في ديسمبر 1985، بعد رحيل أوليفييه شيفريون، تم تعيين جاك دوكين، نائب رئيس التحرير، رئيس-مدير عام.
- في عام 1988، تم تعيين دينيس جينبار، مدير التحرير.
- في سبتمبر 1992، استحوذت La Générale Occidentale، وهي شركة تابعة لشركة Alcatel Alsthom التي تمتلك L'Express، من بين أشياء أخرى، على 40 ٪ من رأس المال. أصبحت المساهم الأكبر في لو بوان في سبتمبر 1993. إنشاء GIE L'Express - لوبوان .
- ال 22 تقدم لوبوان صيغتها الجديدة: مربع الظهر، نموذج جديد، شعار جديد، تنسيق الموسع، انخفاض الأسعار. يزيد تداول الصحيفة بانتظام.
- في 29 يناير 1994، إطلاق الطبعة الأولى المستهدفة للوبوان : «لوبوان للمدارس الكبيرة والجامعات» متبوعة في تشرين الأول / أكتوبر 1995 نشر الأعمال بالتعاون مع بلومبيرغ بيزنس ويك.
- في صيف عام 1996، غادر دينيس جامبار، مدير التحرير، لو بوان. وحل محله جان شميت.
- في ديسمبر 1997، خلفت شركة Artémis، شركة فرانسوا بينولت القابضة، هافاس بصفتها المساهم الأكبر في الأسبوعية.
- في سبتمبر 2000، أصبح فرانز أوليفييه جيسبر مديرًا للصحيفة، واحتفظ كلود إيمبير بالافتتاحية. تم تعيين ميشيل كولوميس (63 عامًا) مديراً للتحرير ليحل محل جان شميت.
- في يناير 2001، اعتمدت لو بوان نسخة مجددة من صيغتها: شعار جديد، صيغة موسعة، ترقيم الصفحات المعزز، أقسام جديدة.
- في ديسمبر 2009، تم تعيين ايتيان جيرنيل (33) رئيسًا للتحرير. وخلف ميشيل كولوميس (72 عامًا) الذي حصل على حقوق التقاعد الخاصة به.
- في 18 كانون الثاني (يناير) 2014، أعلن فرانز أوليفييه جيسبر، الذي حوكم بتهمة التشهير العرقي والعلني لمدة عام (سيتم إدانته بعد ستة أيام [15]) أنه سيترك طواعية رئاسة لو بوان، ولم يعد يعتبر نفسه " "رجل الموقف" (راجع المقابلة مع تيليراما في 13 يناير 2014 [16]). ويحل محله إتيان جيرنيل، رئيس التحرير السابق.
- في فبراير 2017، تم طرد مساعد مدير التحرير بسبب سوء سلوك خطير، دون تعويض أو إشعار. وفقًا لمحاميه، لم يتم اتباع الإجراءات القانونية لأن سبب الفصل «مخز» [17] .
- في أكتوبر 2017، نشر موقع ميديا بارت الإخباري عدة مقالات حول معالجة لوبوان للمعلومات الواردة حول تمويل ليبيا للحملة الرئاسية لعام 2007 التي قام بها نيكولا ساركوزي وحول الاختلاس الجنائي المرتبط ببناء مستشفى بنغازي، حيث أن رئاسة التحرير طلبت مقالتين فصممتا ودفع ثمنهما ولم يتم نشرهما في نهاية المطاف.[18][19] دافع مدير لوبوان عن نفسه من شبهة الرقابة ويتهم ميديا بارت بـ «التآمر».[20]

## المساعدة المالية للدولة
في سياق المساعدات التي تقدمها الدولة للصحافة المكتوبة، تتلقى لوبوان حوالي 4.5 مليون يورو سنويًا كإعانات  ، تُضاف إليها مساعدات مالية تخصصها وزارة الثقافة والاتصال.

## الموظفين والنتائج
في عام 2017، شغلت لوبوان 171 شخصًا. حجم التداول 67,820,500 يورو والخسارة كانت 1,861,300 يورو.

## جائزة القصة المصورة
من عام 2004، منحت لجنة تحكيم جائزة Point Comics كل عام لمكافأة القصة المصورة. بعد هجمات يناير 2015، التي تم خلالها اغتيال جورج وولينسكي، غير اسم الجائزة تكريمًا للمتوفى، بموافقة أرملته، وأصبحت «جائزة ولينسكي القصة المصورة من لوبوان».

## روابط خارجية
- الموقع الرسمي